# Drama, Grecia
Drama (Δράμα) este un oraș în Grecia.
- Area: 13 km²
- Coordonate: 41.151 (41°9'6" N, 24.11 (24°8'22") E
- Altitudine: 200, 230 (cen.), 800 m
- Cod poștal: 153 xx, 154 xx

## Locutori
| An   | Locutori |
| ---- | -------- |
| 1981 | 37 118   |
| 1991 | 37 604   |